# NGC 4845

NGC 4845

NGC 4845 (también conocida como NGC 4910) es una galaxia espiral  situada en la constelación de Virgo a 47 millones años luz de distancia de La Tierra. La galaxia fue descubierta por William Herschel en 1786.
Esta galaxia tiene un agujero negro supermasivo en su centro con una masa de 300 mil. En 2013, la ESA  observó el agujero negro que absorbe la materia de un objeto cercano, de poca masa, posiblemente una estrella enana marrón, La llamarada de rayos X  observada fue capturado por telescopio INTEGRAL de la ESA.
- Datos: Q1114861
- Multimedia: NGC 4845 / Q1114861